# Promozione 1977-1978
Nella stagione 1977-1978, la Promozione era il quinto livello del calcio italiano (il primo livello regionale).
Il campionato è strutturato in vari gironi all'italiana su base regionale, gestiti dai Comitati Regionali di competenza. Promozioni alla categoria superiore e retrocessioni in quella inferiore non erano sempre omogenee; erano quantificate all'inizio del campionato dal Comitato Regionale secondo le direttive stabilite dalla Lega Nazionale Dilettanti, ma flessibili, in relazione al numero delle società retrocesse dal Campionato Interregionale e perciò, a seconda delle varie situazioni regionali, la fine del campionato poteva avere degli spareggi sia di promozione che di retrocessione.

## Campionati
- Promozione Abruzzo 1977-1978
- Promozione Basilicata 1977-1978
- Promozione Calabria 1977-1978
- Promozione Campania-Molise 1977-1978
- Promozione Emilia-Romagna 1977-1978
- Promozione Friuli-Venezia Giulia 1977-1978
- Promozione Lazio 1977-1978
- Promozione Liguria 1977-1978
- Promozione Lombardia 1977-1978
- Promozione Marche 1977-1978
- Promozione Piemonte-Valle d'Aosta 1977-1978
- Promozione Puglia 1977-1978
- Promozione Sardegna 1977-1978
- Promozione Sicilia 1977-1978
- Promozione Toscana 1977-1978
- Promozione Trentino-Alto Adige 1977-1978
- Promozione Umbria 1977-1978
- Promozione Veneto 1977-1978

## Regolamento
La normativa F.I.G.C. in vigore dalla stagione sportiva 1969-70 stabiliva che, in caso di assegnazione di un titolo sportivo (promozione o retrocessione), alla fine del campionato si sarebbe dovuto:
1. disputare una gara di spareggio in campo neutro in caso di attribuzione del primo posto in classifica
2. non disputare una gara di spareggio ma prendere in considerazione la differenza reti generale in caso di una o più società da classificare per stabilire una o più società retrocedente(i) in categoria inferiore

Tutti i pari merito in cui non si doveva attribuire un titolo sportivo non sono da regolarsi con la differenza reti generale ovvero: tutte le altre squadre a pari punti vanno considerate classificate a pari merito con la posizione di classifica più alta senza considerare la differenza reti anche se i giornali la prendono in considerazione e la evidenziano.